# Культура сосудов с квадратным горлом
Культура сосудов с квадратным горлом — археологическая культура периода неолита, потомок культуры кардиальной керамики. Была распространена на севере Италии в 4 тыс. до н. э. Название происходит от характерной формы сосудов. Была распространена в IV тысячелетии до н. э. в Лигурии, Пьемонте, Ломбардии и Эмилии. Потомками данной культуры, по-видимому, были лигуры (Авиен писал, что в незапамятные времена область владычества лигуров достигала Северной Европы, пока их не вытеснили оттуда кельты).
Керамика представлена лощеными сосудами с геометрическим орнаментом (ромбы, треугольники, зигзаги и т. п.), нанесённым остриём после обжига и заполненным белой массой, или неорнаментированными сосудами с четырёхугольным или квадратным верхним отверстием (чаши, кубки, округлые сосуды, черпаки и др.). Сходные сосуды изготавливала культура Мондзее в Австрии.
Культура подразделяется на три различных временных периода по признаку декоративного стиля керамики:
- первый — самый древний — характеризуется лёгкими надрезами и «царапинами»,
- второй — промежуточный — характеризуется меандрами и спиралями,
- для последнего периода характерны амфоры с вырезанными или штампованными фигурами.

Образцы керамики различных типов хранятся в Национальном доисторическом этнографическом музее «Луиджи Пигорини» в Риме, Музее дворца Сфорцеско в Милане и в Музее г. Пьядена в провинции Кремона.
Предполагается, что волна мигрантов данной культуры на территорию Испании создала каталонскую культуру ямных погребений.